# Dressler (Familienname)
Dressler oder Dreßler ist ein deutscher Familienname.

## Namensträger

### A
- Adolf Dressler (1833–1881), deutscher Landschaftsmaler
- Alan Dressler (* 1948), US-amerikanischer Astronom
- Albert Dressler (1822–1897), deutscher Kupferstecher und Maler
- Albert Dreßler (1885–1962), deutscher Offizier, kommissarischer SA-Führer
- Alexander Dressler (1935–2016), deutscher Mathematiker und Hochschullehrer
- Alfred Dressler (1900–1976), deutscher Schauspieler, Dramaturg und Schriftsteller sowie Übersetzer
- August Wilhelm Dressler (1886–1970), deutscher Maler

### B
- Benno von Dreßler (1842–1896), deutscher Rittergutsbesitzer und Parlamentarier
- Bernhard Dressler (1947–2023), deutscher Religionspädagoge
- Bruno Dreßler (1879–1952), deutscher Verleger

### C
- Carsten Dreßler (1843–1929), deutscher Brauereibesitzer
- Christoph Dressler (* 1993), österreichischer Beachvolleyballspieler
- Conrad Dressler (1856–1940), englischer Keramiker und Bildhauer

### D
- Dieter Dressler (1932–2011), deutscher Maler und Grafiker
- Dirk Dressler (* 1958), deutscher Neurologe und Psychiater

### E
- Ernst Dressler (Architekt), deutscher Architekt
- Ernst Christoph Dressler (1734–1779), deutscher Komponist, Tenor, Geiger und Musiktheoretiker

### F
- Falko Dressler (* 1971), deutscher Informatiker und Hochschullehrer am Heinz Nixdorf Institut der Universität Paderborn
- Frank Dressler-Lehnhof (* 1976), deutscher Radrennfahrer
- Franz Dreßler (1862–1937), sächsischer Generalmajor
- Franz Vinzenz Dressler (1918–?), österreichischer Maler
- Fridolin Dreßler (1921–2013), deutscher Bibliothekar, Handschriftenforscher und Landeshistoriker
- Friedrich Reinhold Dressler (1845–nach 1893), deutscher Altphilologe und Gymnasiallehrer
- Fritz Dressler (Friedrich Wilhelm Dressler; 1937–2020), deutscher Fotograf und Hochschullehrer an der Hochschule für Künste Bremen

### G
- Gallus Dreßler (1533–1581), deutscher Kantor, Musiktheoretiker, Komponist
- Grant Dressler (* 1995), US-amerikanischer Basketballspieler

### H
- Hans Dressler (1869–1943), deutscher Landschaftsmaler und Zeichner
- Heinz Dreßler (* 1937), deutscher Fußballspieler
- Helga Walter-Dreßler (1928–2022), deutsche Kunsthistorikerin und Museumsdirektorin
- Helmut Dreßler (1910–1974), deutscher Verleger
- Herbert Dreßler (1926–2010), deutscher Politiker (CDU der DDR)
- Hermann Dreßler (1882–1955), deutscher Schriftsteller
- Hilmar Dressler (1921–2019), deutscher Sportfunktionär
- Holm Dressler (* 1949), deutscher Autor, Regisseur und Produzent
- Horst Dreßler-Andreß (1899–1979), deutscher Präsident der Reichsrundfunkkammer

### I
- Irmgard Franke-Dressler (* 1946), deutsche Politikerin (Die Grünen)

### J
- Jan Dreßler (* 1961), deutscher Facharzt für Rechtsmedizin
- Jason Dressler (* 1976), kanadisch-deutscher Basketballspieler
- Johann Gottlieb Dressler (1799–1867), Psychologe und Pädagoge
- Johannes Dreßler (1924–2019), deutscher evangelischer Theologe und Autor

### K
- Konrad von Dressler (1885–1955), deutscher Gutsbesitzer und Politiker

### L
- Lieux Dressler (1930–2018), US-amerikanische Schauspielerin
- Lili Dreßler (1857–1927), deutsche Sängerin (Sopran) und Gesangspädagogin
- Luca Dreßler (* 2002), deutscher Radrennfahrer

### M
- Marie Dressler (1868–1934), kanadische Schauspielerin
- Max Dressler (1863–1936), badischer Mediziner und Philosoph
- Max Dreßler (1882–nach 1935), deutscher Journalist und Schriftsteller

### N
- Norbert Dreßler (* 1944), ehemaliger Politiker (SED)

### O
- Oskar von Dreßler (1838–1910), deutscher Verwaltungsjurist und Landrat
- Otto Dressler (1930–2006), deutscher Bildhauer und Aktionskünstler

### P
- Paul Dreßler (1850–1929), deutscher Generalleutnant
- Peter Dressler (1942–2013), österreichischer Fotokünstler

### R
- Richard Dressler (1872–1931), deutscher Kapitän
- Robert Louis Dressler (1927–2019), nordamerikanischer Botaniker, Orchideenspezialist
- Rolf Dressler (* 1941), deutscher Journalist
- Romas Dressler (* 1987), deutscher Fußballspieler
- Rudolf Dreßler (General) (1881–1953), deutscher Generalmajor
- Rudolf Dressler (Schriftsteller) (Pseudonym Sevi Batista; 1921–1997), österreichischer Schriftsteller und Lyriker
- Rudolf Dreßler (Musiker) (1932–2007), deutscher Violinist und Komponist
- Rudolf Dreßler (1940–2025), deutscher Politiker (SPD)

### S
- Sören Dressler (* 1965), deutscher Wirtschaftswissenschaftler
- Sören Dreßler (* 1975), deutscher Fußballspieler
- Stefan Dressler (Botaniker) (* 1964), deutscher Botaniker
- Stefan Dressler (* 1980), deutscher Autor

### T
- Torsten Dressler, deutscher Archäologe

### W
- Wilhelm Dreßler (1893–1945), deutscher Politiker (NSDAP)
- William Dressler (1890–1969), US-amerikanischer Mediziner (Dressler-Syndrom)
- Willy Oskar Dressler (1876–1954), deutscher Malerarchitekt und Herausgeber von Dresslers Kunsthandbuch
- Wolf-Dieter Dressler (* 1943), deutscher Richter
- Wolfgang U. Dressler (* 1939), österreichischer Linguist
- Wolfram Dressler (* 1973), kanadischer Geograph